# Liste der Staatsoberhäupter 1940
Übersicht
◄◄ | ◄ | 1936 | 1937 | 1938 | 1939 | Liste der Staatsoberhäupter 1940 | 1941 | 1942 | 1943 | 1944 | ► | ►►

Weitere Ereignisse

## Afrika
- Ägypten
  - Staatsoberhaupt: König Faruq (1936–1952)
  - Regierungschef:
    - Ministerpräsident Ali Maher Pascha (1936, 1939–28. Juni 1940, 1942, 1952)
    - Ministerpräsident Hassan Sabry Pascha (28. Juni 1940–14. November 1940)
    - Ministerpräsident Hussein Sirri Pascha (15. November 1940–1942, 1949–1950, 1952)

- Äthiopien (1936–1941 von Italien besetzt)
  - Staats- und Regierungschef: Kaiser Haile Selassie (1930–1974) (1916–1930 Regent, 1936–1941 im Exil)

- Liberia
  - Staats- und Regierungschef: Präsident Edwin Barclay (1930–1944)

- Südafrika
  - Staatsoberhaupt: König Georg VI. (1936–1952)
    - Generalgouverneur: Patrick Duncan (1937–1943)

  - Regierungschef: Ministerpräsident Jan Smuts (1919–1924, 1939–1948)

## Amerika

### Nordamerika
- Kanada
  - Staatsoberhaupt: König Georg VI. (1936–1952)
    - Generalgouverneur:
      - John Buchan, 1. Baron Tweedsmuir (1935–11. Februar 1940)
      - Alexander Cambridge, 1. Earl of Athlone (11. Februar 1940–1946) (1924–1931 Generalgouverneur von Südafrika)

  - Regierungschef: Premierminister William Lyon Mackenzie King (1921–1926, 1926–1930, 1935–1948)

- Mexiko
  - Staats- und Regierungschef:
    - Präsident Lázaro Cárdenas del Río (1934–30. November 1940)
    - Präsident Manuel Ávila Camacho (1. Dezember 1940–1946)

- Vereinigte Staaten von Amerika
  - Staats- und Regierungschef: Präsident Franklin D. Roosevelt (1933–1945)

### Mittelamerika
- Costa Rica
  - Staats- und Regierungschef:
    - Präsident León Cortés Castro (1936–8. Mai 1940)
    - Präsident Rafael Ángel Calderón Guardia (8. Mai 1940–1944)

- Dominikanische Republik
  - Staats- und Regierungschef:
    - Präsident Jacinto Bienvenido Peynado (1938–7. März 1940)
    - Präsident Manuel de Jesús Troncoso (7. März 1940–1942)

- El Salvador
  - Staats- und Regierungschef: Präsident Maximiliano Hernández Martínez (1931–1934, 1935–1944)

- Guatemala
  - Staats- und Regierungschef: Präsident Jorge Ubico Castañeda (1931–1944)

- Haiti
  - Staats- und Regierungschef: Präsident Sténio Vincent (1930–1941)

- Honduras
  - Staats- und Regierungschef: Präsident Tiburcio Carías Andino (1933–1949)

- Kuba
  - Staatsoberhaupt:
    - Präsident Federico Laredo Brú (1936–10. Oktober 1940)
    - Präsident Fulgencio Batista (10. Oktober 1940–1944, 1952–1959)

  - Regierungschef: Ministerpräsident Carlos Saladrigas y Zayas (10. Oktober 1940–1942) (Amt neu geschaffen)

- Nicaragua
  - Staats- und Regierungschef: Präsident Anastasio Somoza García (1937–1947, 1950–1956)

- Panama
  - Staats- und Regierungschef:
    - Präsident Augusto Samuel Boyd (1939–1. Oktober 1940) (kommissarisch)
    - Präsident Arnulfo Arias Madrif (1. Oktober 1940–1941, 1949–1951, 1968)

### Südamerika
- Argentinien
  - Staats- und Regierungschef:
    - Präsident Roberto María Ortiz (1938–1942)
    - Präsident Ramón Castillo (3. Juli 1940–1943) (bis 1942 kommissarisch)

- Bolivien
  - Staats- und Regierungschef:
    - Präsident Carlos Quintanilla Quiroga (1939–15. April 1940) (kommissarisch)
    - Präsident Enrique Peñaranda del Castillo (15. April 1940–1943)

- Brasilien
  - Staats- und Regierungschef: Präsident Getúlio Vargas (1930–1945, 1951–1954)

- Chile
  - Staats- und Regierungschef: Präsident Pedro Aguirre Cerda (1938–1941)

- Ecuador
  - Staats- und Regierungschef:
    - Präsident Andrés Córdova (1939–10. August 1940) (kommissarisch)
    - Präsident Julio Enrique Moreno (1926, 10. August 1940–1. September 1940) (kommissarisch)
    - Präsident Carlos Alberto Arroyo del Río (1939, 1. September 1940–1944)

- Kolumbien
  - Staats- und Regierungschef: Präsident Eduardo Santos (1938–1942)

- Paraguay
  - Staats- und Regierungschef:
    - Präsident José Félix Estigarribia (1939–7. September 1940)
    - Präsident Alejandro Marín Iglesias (7. September 1940–8. September 1940) (kommissarisch)
    - Präsident Higinio Morínigo (8. September 1940–1948) (bis 1943 kommissarisch)

- Peru
  - Staatsoberhaupt: Präsident Manuel Prado y Ugarteche (1939–1945, 1956–1962)
  - Regierungschef: Premierminister Alfredo Solf y Muro (1939–1944)

- Uruguay
  - Staats- und Regierungschef: Präsident Alfredo Baldomir (1938–1943)

- Venezuela
  - Staats- und Regierungschef: Präsident Eleazar López Contreras (1935–1936, 1936–1941)

## Asien

### Ost-, Süd- und Südostasien
- Bhutan
  - Herrscher: König Jigme Wangchuk (1926–1952)

- China
  - Staatsoberhaupt: Vorsitzender der Nationalregierung Lin Sen (1931–1943)
  - Regierungschef: Vorsitzender des Exekutiv-Yuans Chiang Kai-shek (1939–1945)

- Britisch-Indien
  - Kaiser: Georg VI. (1936–1947)
  - Vizekönig: Victor Alexander John Hope (1936–1943)

- Japan
  - Staatsoberhaupt: Kaiser Hirohito (1926–1989)
  - Regierungschef:
    - Premierminister Abe Nobuyuki (1939–16. Januar 1940)
    - Premierminister Yonai Mitsumasa (16. Januar–22. Juli 1940)
    - Premierminister Prinz Konoe Fumimaro (22. Juli 1940–1941)

- Mandschukuo (umstritten)
  - Staatsoberhaupt: Kaiser Puyi (1932–1945)
  - Regierungschef: Ministerpräsident Zhang Jinghui (1935–1945)

- Nepal
  - Staatsoberhaupt: König Tribhuvan (1911–1955)
  - Regierungschef: Ministerpräsident Juddha Shamsher Jang Bahadur Rana (1932–1945)

- Siam (heute: Thailand)
  - Staatsoberhaupt: König Ananda Mahidol (1935–1946)
  - Regierungschef: Feldmarschall Phibul Songkhram (1938–1944)

### Vorderasien
- Irak
  - Staatsoberhaupt: König Faisal II. (1939–1958)
  - Regierungschef:
    - Ministerpräsident Nuri as-Said (1938–21. März 1940)
    - Ministerpräsident Raschid Ali al-Gailani (21. März 1940–1941)

- Jemen
  - Herrscher: König Yahya bin Muhammad (1918–1948)

- Persien (heute: Iran)
  - Staatsoberhaupt: Schah Reza Schah Pahlavi (1925–1941)
  - Regierungschef:            
    - Ministerpräsident Ahmad Matin-Daftari (1939–26. Juni 1940)
    - Ministerpräsident Radschab Ali Mansur (26. Juni 1940–28. August 1941)

- Saudi-Arabien
  - Staatsoberhaupt und Regierungschef: König Abd al-Aziz ibn Saud (1932–1953)

- Transjordanien (heute: Jordanien)
  - Herrscher: Emir Abdallah ibn Husain I. (1921–1951)

### Zentralasien
- Afghanistan
  - Staatsoberhaupt: König Mohammed Sahir Schah (1933–1973)
  - Regierungschef: Ministerpräsident Sardar Mohammad Hashim Khan (1929–1946)

- Mongolei
  - Staatsoberhaupt: Vorsitzender des Großen Staats-Churals Gontschigiin Bumtsend (6. Juli 1940–1953)
  - Regierungschef: Vorsitzender des Rats der Volkskommissare Chorloogiin Tschoibalsan (1939–1952)

- Tibet (umstritten)
  - Herrscher: Dalai Lama Tendzin Gyatsho (1935–1951)

## Australien und Ozeanien
- Australien
  - Staatsoberhaupt: König Georg VI. (1936–1952)
  - Generalgouverneur: Earl Alexander Hore-Ruthven (1936–1945)
  - Regierungschef: Premierminister Robert Menzies (1939–1941)

- Neuseeland
  - Staatsoberhaupt: König Georg VI. (1936–1952)
  - Generalgouverneur: Viscount George Monckton-Arundell (1935–1941)
  - Regierungschef:
    - Premierminister Michael Joseph Savage (1935–27. März 1940)
    - Premierminister Peter Fraser (27. März 1940–1949)

## Europa
- Albanien (1939–1943 von Italien besetzt)
  - Staatsoberhaupt: König Viktor Emanuel III. (1939–1943) (1936–1941 Kaiser von Äthiopien, 1900–1946 König von Italien)
  - Regierungschef: Ministerpräsident Shefqet Vërlaci (1924, 1939–1941)

- Andorra
  - Co-Fürsten:
    - Staatspräsident von Frankreich:
      - Albert Lebrun (1932–1940)
      - Henri Philippe Pétain (1940–1944)

    - Bischof von Urgell:
      - Justí Guitart i Vilardebò (1920–1940)
      - Ramon Iglésias Navarri (1940–1969)

- Belgien (1940–1944 von Deutschland besetzt)
  - Militärgouverneur: Alexander von Falkenhausen (20. Mai 1940–1944)
  - Staatsoberhaupt: König Leopold III. (1934–1951) (1940–1945 in deutscher Gefangenschaft, 1945–1950 im Schweizer Exil)
  - Regierungschef: Ministerpräsident Hubert Pierlot (1939–1945) (1940–1944 im Exil)

- Bulgarien
  - Staatsoberhaupt: Zar Boris III. (1918–1943)
  - Regierungschef:
    - Ministerpräsident Georgi Kjosseiwanow (1935–15. Februar 1940)
    - Ministerpräsident Bogdan Filow (15. Februar 1940–1943)

- Dänemark (April 1940–1945 von Deutschland besetzt)
  - Staatsoberhaupt: König Christian X. (1912–1947) (1918–1944 König von Island)
  - Regierungschef: Ministerpräsident Thorvald Stauning (1924–1926, 1929–1942)

- Deutsches Reich
  - Staats- und Regierungschef: „Führer und Reichskanzler“ Adolf Hitler (1933–1945)

- Estland (17. Juni 1940 von der Sowjetunion besetzt; 6. August 1940 in die Sowjetunion eingegliedert)
  - Staatsoberhaupt: Präsident Konstantin Päts (1921–1922, 1923–1924, 1931–1932, 1932–1933, 1933–23. Juli 1940) (1918–1919, 1934–1937 Ministerpräsident)
  - Regierungschef: Ministerpräsident Jüri Uluots (1939–21. Juni 1940)

- Finnland
  - Staatsoberhaupt:
    - Präsident Kyösti Kallio (1937–19. Dezember 1940) (1922–1924, 1925–1926, 1929–1930, 1936–1937 Ministerpräsident)
    - Präsident Risto Ryti (19. Dezember 1940–1944) (bis 21. Dezember 1940 kommissarisch) (1939–1940 Ministerpräsident)

  - Regierungschef:
    - Ministerpräsident Risto Ryti (1939–21. Dezember 1940) (1940–1944 Präsident)
    - Ministerpräsident Rudolf Walden (21. Dezember 1940–1941) (kommissarisch)

- Frankreich (ab Juli 1940 Westen und Norden Frankreichs von Deutschland besetzt)
  - Staatsoberhaupt:
    - Präsident Albert Lebrun (1932–11. Juli 1940)
    - Staatschef Philippe Pétain (11. Juli 1940–1944) (1940–1942 Präsident des Ministerrats)

  - Regierungschef:
    - Präsident des Ministerrats Édouard Daladier (1933, 1934, 1938–21. März 1940)
    - Präsident des Ministerrats Paul Reynaud (21. März 1940–16. Juni 1940)
    - Präsident des Ministerrats Philippe Pétain (16. Juni 1940–1942) (1940–1944 Staatschef)

- Griechenland
  - Staatsoberhaupt: König Georg II. (1922–1924, 1935–1947) (1941–1946 im Exil)
  - Regierungschef: Ministerpräsident Ioannis Metaxas (1936–1941)

- Irland
  - Staatsoberhaupt: Präsident Douglas Hyde (1938–1945)
  - Regierungschef: Taoiseach Éamon de Valera (1932–1948, 1951–1954, 1957–1959) (1959–1973 Präsident)

- Italien
  - Staatsoberhaupt: König Viktor Emanuel III. (1900–1946)
  - Regierungschef: Duce Benito Mussolini (1922–1943)

- Jugoslawien
  - Staatsoberhaupt: König Peter II. (1934–1945) (1941–1945 im Exil)
    - Regent: Prinz Paul (1934–1941)

  - Regierungschef: Ministerpräsident Dragiša Cvetković (1939–1941)

- Lettland (17. Juni 1940 von der Sowjetunion besetzt; 5. August 1940 in die Sowjetunion eingegliedert)
  - Staatsoberhaupt:
    - Präsident Kārlis Ulmanis (1936–21. Juli 1940) (1918–1919, 1919–1921, 1925–1926, 1931, 1934–1940 Ministerpräsident)
    - Präsident Augusts Kirhenšteins (21. Juli 1940–25. August 1940) (1940 Ministerpräsident)

  - Regierungschef:
    - Ministerpräsident Kārlis Ulmanis (1918–1919, 1919–1921, 1925–1926, 1931, 1934–19. Juni 1940) (1936–1940 Präsident)
    - Ministerpräsident Augusts Kirhenšteins (19. Juni 1940–25. August 1940) (1940 Präsident)

- Liechtenstein
  - Staatsoberhaupt: Fürst Franz Josef II. (1938–1989)
  - Regierungschef Josef Hoop (1928–1945)

- Litauen (15. Juni 1940 von der Sowjetunion besetzt; 3. August 1940 in die Sowjetunion eingegliedert)
  - Staatsoberhaupt:
    - Präsident Antanas Smetona (1918–1920, 1926–15. Juni 1940)
    - Präsident Antanas Merkys (15. Juni 1940–17. Juni 1940) (kommissarisch) (1939–1940 Ministerpräsident)
    - Präsident Justas Paleckis (17. Juni 1940–3. August 1940) (1940 Ministgerpräsident)

  - Regierungschef:
    - Ministerpräsident Antanas Merkys (1939–1940) (1940 Präsident)
    - Ministerpräsident Justas Paleckis (17. Juni 1940–24. Juni 1940) (1940 Präsident)
    - Ministerpräsident Vincas Krėvė-Mickevičius (24. Juni 1940–25. August 1940) (kommissarisch)

- Luxemburg (10. Mai 1940–1944 von Deutschland besetzt)
  - Staatsoberhaupt: Großherzogin Charlotte (1919–1964) (1940–1945 im Exil)
  - Regierungschef: Staatsminister Pierre Dupong (1937–1953) (1940–1945 im Exil)
- CdZ-Gebiet Luxemburg
  - Chef der Zivilverwaltung Gustav Simon (7. August 1940–1944)

- Monaco
  - Staatsoberhaupt: Fürst Louis II. (1922–1949)
  - Regierungschef: Staatsminister Émile Roblot (1937–1944)

- Niederlande (10. Mai 1940–1945 von Deutschland besetzt)
  - Staatsoberhaupt: Königin Wilhelmina (1890–1948) (1940–1945 im Exil)
  - Regierungschef:
    - Ministerpräsident Dirk Jan de Geer (1926–1929, 1939–1940) (ab 1940 im Exil)
    - Ministerpräsident Pieter Sjoerds Gerbrandy (3. September 1940–1945) (1940–1945 im Exil)

  - Deutscher Militärbefehlshaber Alexander von Falkenhausen (20. Mai 1940–29. Mai 1940)
  - Reichskommissar Arthur Seyß-Inquart (29. Mai 1940–1945) (1938 Bundeskanzler vön Österreich)

- Norwegen (1940–1945 von Deutschland besetzt)
  - Staatsoberhaupt: König Haakon VII. (1906–1957) (1940–1945 im Exil)
  - Regierungschef: Ministerpräsident Johan Nygaardsvold (1935–1945) (1940–1945 im Exil)
  - Reichskommissar Josef Terboven (25. April 1940–1945)
  - Ministerpräsident Vidkun Quisling (9. April 1940–15. April 1940, 1942–1945)

- Polen
  - Staatsoberhaupt: Präsident Władysław Raczkiewicz (1939–1947)
  - Regierungschef: Ministerpräsident Władysław Sikorski (1939–1943)

- Portugal
  - Staatsoberhaupt: Präsident Óscar Carmona (1925–1951)
  - Regierungschef: Ministerpräsident António de Oliveira Salazar (1932–1968)

- Rumänien
  - Staatsoberhaupt:
    - König Karl II. (1930–6. September 1940)
    - König Michael I. (6. September 1940–1947)

  - Regierungschef:
    - Ministerpräsident Gheorghe Tătărescu (1939–4. Juli 1940)
    - Ministerpräsident Ion Gigurtu (4. Juli–4. September 1940)
    - Ministerpräsident Ion Antonescu (4. September 1940–1944)

- San Marino
  - Capitani Reggenti:
    - Marino Michelotti (1934–1935, 1939–1. April 1940, 1943) und Orlando Reffi (1939–1. April 1940)
    - Angelo Manzoni Borghesi (1911–1912, 1917–1918, 1924, 1931, 1934–1935, 1. April 1940–1. Oktober 1940) und Filippo Mularoni (1923, 1929, 1. April 1940–1. Oktober 1940)
    - Federico Gozi (1935, 1. Oktober 1940–1941) und Salvatore Foschi (1935, 1. Oktober 1940–1941)

  - Regierungschef: Außenminister Giuliano Gozi (1918–1943)

- Schweden
  - Staatsoberhaupt: König Gustav V. (1907–1950)
  - Regierungschef: Ministerpräsident Per Albin Hansson (1936–1946)

- Schweiz[1]
  - Bundespräsident: Marcel Pilet-Golaz (1934, 1940)
  - Bundesrat:
    - Giuseppe Motta (1911–23. Januar 1940)
    - Marcel Pilet-Golaz (1929–1944)
    - Rudolf Minger  (1930–31. Dezember 1940)
    - Philipp Etter (1934–1959)
    - Johannes Baumann (1934–31. Dezember 1940)
    - Hermann Obrecht (1935–31. Juli 1940)
    - Ernst Wetter (1939–1943)
    - Enrico Celio (22. Februar 1940–1950)
    - Walther Stampfli (1. August 1940–1947)

- Slowakei
  - Staatsoberhaupt: Jozef Tiso (1939–1945)
  - Regierungschef: Ministerpräsident Vojtech Tuka (1939–1944)

- Sowjetunion
  - Parteichef: Generalsekretär der KPdSU Josef Stalin (1922–1953)
  - Staatsoberhaupt: Vorsitzender des Präsidiums des obersten Sowjets Michail Iwanowitsch Kalinin (1922–1946)
  - Regierungschef:
    - Vorsitzender des Ministerrats Wjatscheslaw Michailowitsch Molotow (1930–6. Mai 1941)

- Spanien
  - Staats- und Regierungschef: Caudillo General Francisco Franco (1939–1975)

- Türkei
  - Staatsoberhaupt: Präsident İsmet İnönü (1938–1950)
  - Regierungschef: Ministerpräsident Refik Saydam (1939–1942)

- Ungarn
  - Staatsoberhaupt: Reichsverweser Miklós Horthy (1920–1944)
  - Regierungschef: Ministerpräsident Pál Teleki (1939–1941)

- Vatikanstadt
  - Staatsoberhaupt: Papst Pius XII. (1939–1958)
  - Regierungschef: Kardinalstaatssekretär Luigi Maglione (1939–1944)

- Vereinigtes Königreich
  - Staatsoberhaupt: König Georg VI. (1936–1952)
  - Regierungschef:
    - Premierminister Arthur Neville Chamberlain (1937–10. Mai 1940)
    - Premierminister Winston Churchill (10. Mai 1940–1945)